# Wydzielina pochwy

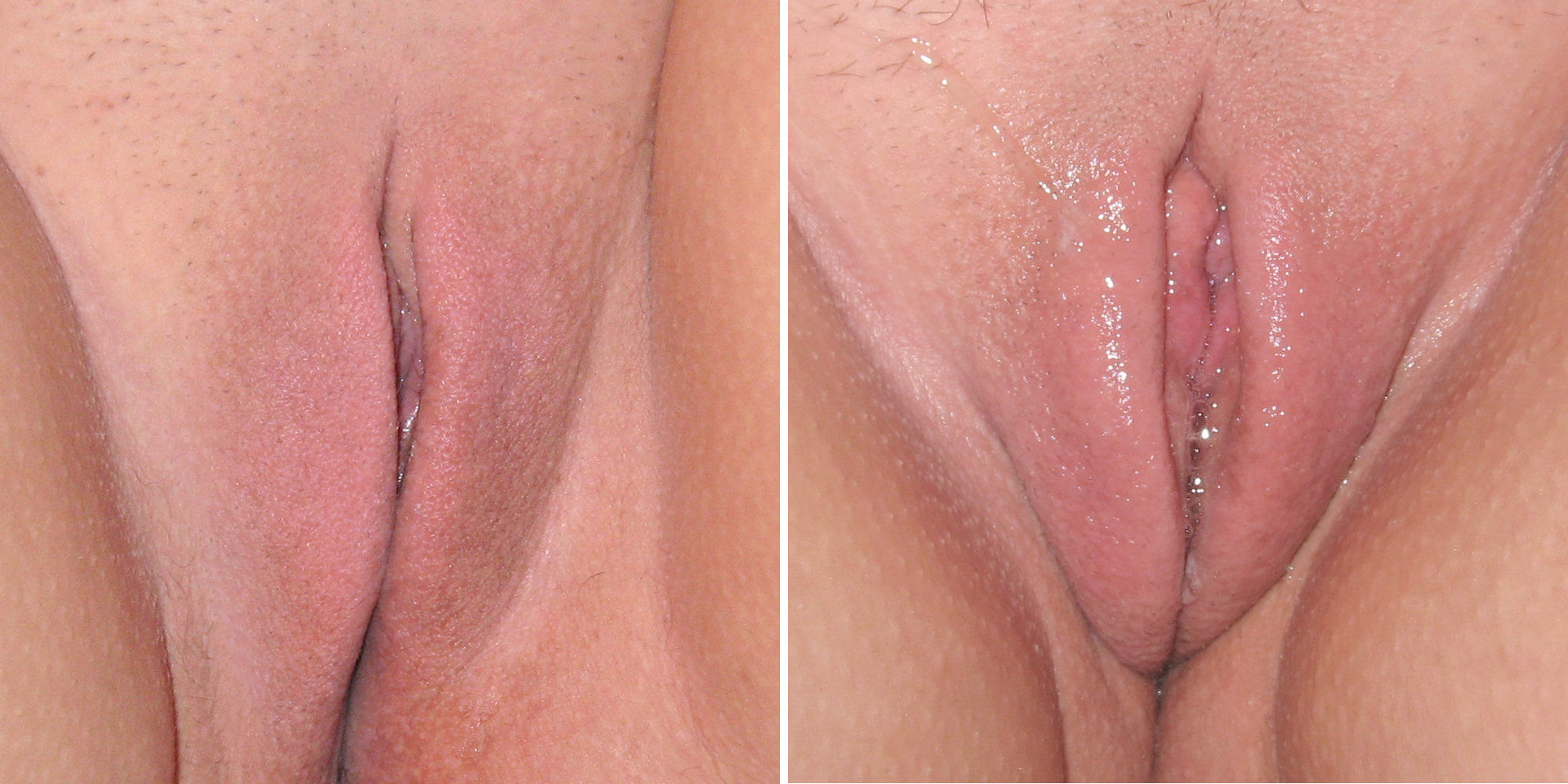
Wejście do pochwy w stanie normalnym oraz podniecenia seksualnego

Wydzielina pochwy – naturalnie produkowany płyn nawilżający, który redukuje tarcie w czasie stosunku płciowego. Suchość pochwy jest stanem, w którym wydzielina jest produkowana w niewystarczającej ilości.

## Skład
Płyn zawiera wodę, pirydynę, skwalen, mocznik, kwas octowy, kwas mlekowy, złożone alkohole, glikol, ketony i aldehydy. Wydzielina jest zazwyczaj przejrzysta i bardziej przypomina męski preejakulat niż ejakulat. Jej konsystencja, wygląd, kolor i zapach zależą od stopnia podniecenia seksualnego, momentu cyklu menstruacyjnego, diety i obecności zakażenia.
Wydzielina pochwy jest lekko kwasowa, a pod wpływem pewnych chorób przenoszonych drogą płciową może stać się bardziej kwasowa. Prawidłowe pH wydzieliny wynosi 3,8–4,5, podczas gdy sperma posiada pH najczęściej w przedziale 7,2–8,0.

## Fizjologia wydzielania pochwy

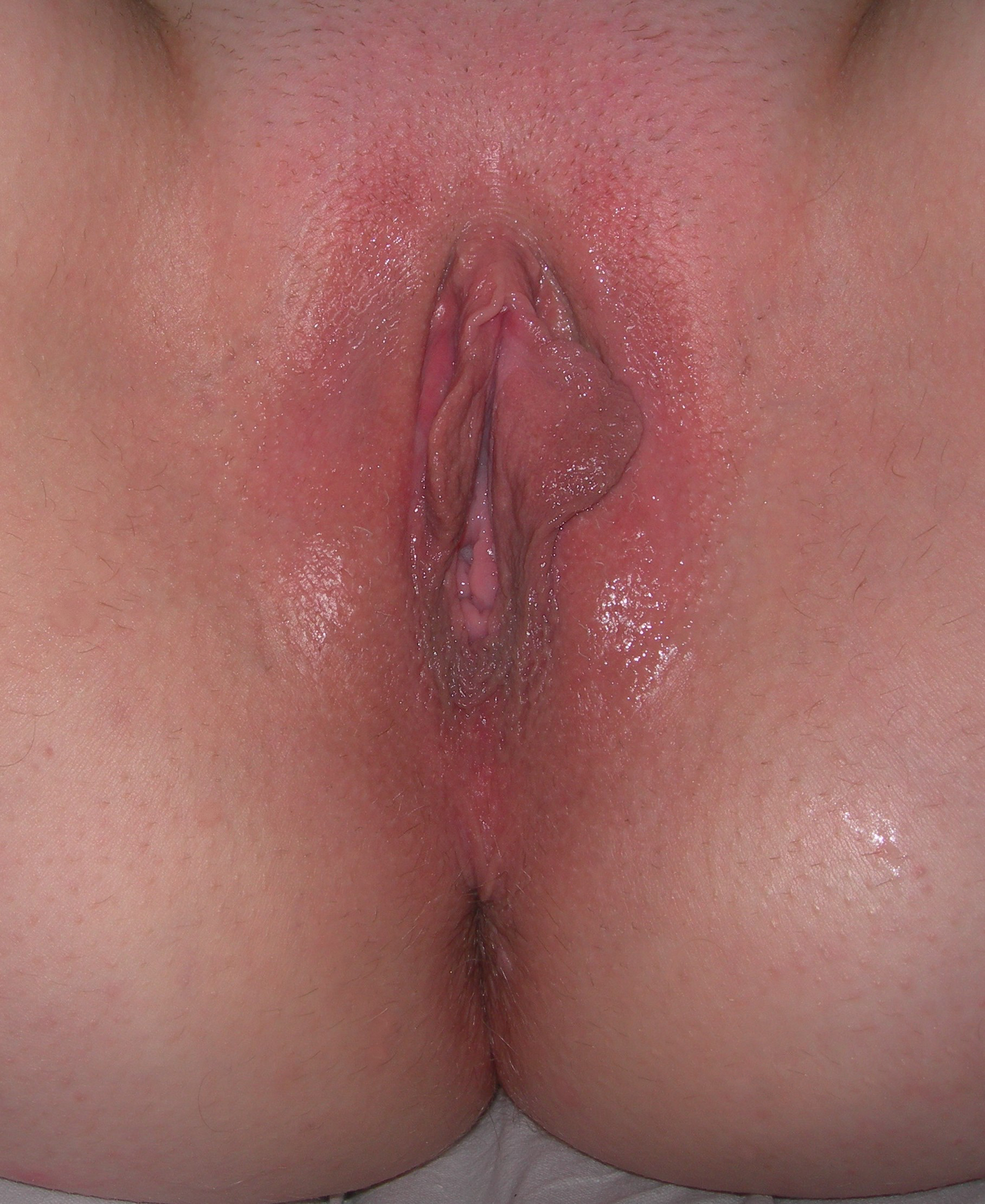
Naturalnie nawilżony przedsionek pochwy

Gdy kobieta zostaje pobudzona seksualnie, pierwsze dwa centymetry lub więcej w głąb nabłonka pochwowego zaczyna obrzmiewać i wydzielać śliski płyn (będący częścią cytoplazmy komórek) przez setki małych przewodzików znajdujących się w wyścielisku pochwy. Wydzielina najpierw pojawia się w samej pochwie, a w miarę pobudzenia seksualnego zaczyna wychodzić na zewnątrz. Także wargi sromowe mniejsze przy wejściu do pochwy posiadają gruczoły przedsionkowe większe i mniejsze, które produkują śluz zwiększający nawilżenie. Zadaniem wydzieliny jest ułatwienie wzajemnego przesuwania się pochwy i członka, a także ruchów kanału pochwy, co ułatwia zapłodnienie. W czasie dużego podniecenia niektóre kobiety produkują wydzielinę obficie, natomiast inne tylko w niewielkiej ilości i wymagają sztucznego nawilżenia dla uzyskania przyjemności z penetracji pochwowej.

## Zmiany w nawilżeniu pochwy
Pewne lekarstwa, w tym leki przeciwhistaminowe dostępne bez recepty, osłabiają nawilżanie pochwy. Przeważnie jest ono mniejsze także podczas ciąży, laktacji, menopauzy oraz u starszych kobiet. Leki o działaniu antycholinergicznym lub sympatykomimetycznym wysuszają śluzówkę pochwy. Wśród nich są leki przeciwalergiczne, o działaniu nasercowym i naczyniowym, psychiatryczne oraz inne.

## Znaczenie w przenoszeniu chorób
Wydzielina pochwy kobiety zakażonej wirusem HIV lub innymi chorobami przenoszonymi drogą płciową może być źródłem zakażenia taką chorobą, nawet w przypadku braku penetracji pochwy członkiem, więc bezpośredni kontakt jest odradzany.

## Sztuczne nawilżanie
Gdy naturalne nawilżanie jest niewystarczające, penetracja może powodować dyskomfort lub ból. Lubrykant nałożony do wejścia pochwy lub na prącie może zapobiec temu dyskomfortowi. Rzadziej przed stosunkiem wkłada się do pochwy czopek. Lubrykanty oparte na olejach mogą osłabić lateks i nie powinny być używane w połączeniu z prezerwatywami.